# 高層の死角
『高層の死角』（こうそうのしかく）は、森村誠一の長編推理小説。第15回江戸川乱歩賞受賞作品。

## 概要
ホテルで起こった殺人事件を捜査する刑事たちの苦闘を描いた推理小説である。トリックの推理より、捜査線上に浮かび上がってきた容疑者の鉄壁ともいえるアリバイを崩していく過程に重点を置いた構成となっている。
ホテル業界の内部事情が業界用語を交えて詳しく書かれており、事件の鍵となっているのが特徴である。

## あらすじ
昭和4X年7月22日午前7時ごろ、東京竹橋のパレスホテル3401号室で、オーナー社長である久住（くじゅう）政之助が刺殺体で発見された。死亡推定時刻は午前1時～2時の間という鑑識の報告と、部屋と寝室の両方のドアが施錠されたいわゆる「二重の密室」状態であったことから、刑事たちは内部の人間の犯行として捜査を進める。
苦労して密室のトリックを暴き、逮捕状を請求した刑事たちの前に、新たな壁が立ちふさがる。

## 登場人物

### 警察
平賀 高明
主人公。警視庁刑事部捜査一課所属。
とある出来事がきっかけとなり、容疑者を激しく憎み、捜査の鬼と化す。
村川
警視庁の警部。村川班のリーダー。
解剖結果や現場の状況から、自殺説を否定した。
内田
捜査一課の部長刑事。平賀の直近上司。
猪のような精悍な首の持ち主。
万年デカ長と若手から陰口を叩かれているが、平賀とは相性がよい。凶悪犯人を追い回しているうちに齢をとってしまったような典型的な刑事。それゆえに勘が鋭い。
殺人現場に先行していて、遅れてきた平賀に現場の状況を説明した。
小林
村川班所属。内田に次ぐ古手で、捜査一課きっての理論派。
上松 徳太郎
福岡県警捜査一課の刑事。定年近い年齢。
つるりと禿げあがった頭に薄い眉毛、よく光る細い目の持ち主。
人一倍強い正義感から、薄給で危険な激務にもめげず、ひたすら凶悪犯人を追及することだけに生き甲斐をかけている。試験の成績では犯人を捕まえられないと信じている。
福岡市でおきた事件を担当している。

### パレスホテル
久住政之助
殺人事件の被害者。喜寿に近い。パレスホテルのオーナー社長で、寝室と応接室がコンビになっている3401号室を居室にしていた。
積極的な経営姿勢と先見の明で、パレスホテルを東洋屈指のホテルに仕立て上げた。現在世界最大の航空会社の関連企業との業務提携を計画中。
睡眠薬の常用者。身の回りの品が定位置にないと眠れない癖がある。
有坂 冬子
社長秘書。25歳。練馬区に住んでいるが、久住の激務を助けて泊り込むため、日頃から隣のソファー付きシングルである3402号室を使っている。
明るい瞳を持った穏やかで柔らかい美貌と、誰に対しても暖かさを与える物腰で、社員の圧倒的人気を集めている。横の人的交流の多いホテル業界で、他社にもファンを持つ。
以前はフロントで働いていたが、久住の目にとまって秘書に抜擢される。シャープな頭脳ゆえ社員たちから「影の女社長」と囁かれるほど。
吉野 文子
殺人事件の第一発見者。パレスサイドホテル34階付きルームメード主任。20歳代後半。
午前7時少し過ぎ、夜勤明けの最初の仕事として、久住に朝刊とコーヒーを運んだときに寝室で死体を発見した。
内田の質問に、部屋の鍵を開けるフロアパスキーは常時首に下げていて、他人には貸していないと答える。
井口 道太郎
パレスホテルの支配人。50歳代前後。
恰幅のよい体格の持ち主。ゆったりと落ち着いた振る舞いをする。
ホテル全室共通の合鍵グランドマスターキーの事件当日の所在と、ホテルの鍵は合鍵を作ることが不可能であることを刑事たちに説明した。
梅村
パレスホテルのチーフクラーク。
職務に忠実そうな印象を与える人物。
フロントスペアキーは金庫の中で厳重に管理され、事件当日は一度も開けなかったと刑事たちに説明した。

## 備考
巻末には、江戸川乱歩賞の選考経過報告が記載されている。応募総数は110篇で、第二次予選通過作品は10篇となり、最終的に、
- 森村誠一『高層の死角』
- 永井ばく『鮮血のバプテスマ』
- 大谷羊太郎『虚妄の残影』
- 愛里収『明かりのない部屋』
- 夏樹静子『天使が消えていく』

の五編が候補作となった。
選考委員は角田喜久雄、中島河太郎、高木彬光、仁木悦子、横溝正史（松本清張は所用のため欠席）の5人であった。

## テレビドラマ

### 1977年版
1977年1月15日、NHK総合テレビ「土曜ドラマ」枠で放送。
キャスト
- 平賀刑事 - 藤岡弘
- 有坂冬子 - 新藤恵美
- 荒井刑事 - 松山省二
- 吉野文子 - 横山道代
- 上松刑事 - 今福正雄
- 前川社長 - 宇佐美淳
- 社長夫人 - 渡辺富美子
- 冬子の母 - 田代信子
- 井口支配人 - 勝田久
- 小林刑事 - 生井健夫
- 近藤刑事 - 小倉馨
- 久住社長 - 結城一郎
- 星野クラーク - 内山森彦
- 飲屋のおやじ - 西沢武夫
- 梅村チーフクラーク - 千歩憲生
- ボーイ - 中川明
- 結婚式の客 - ほしみつお
- インフォメーション - 青砥洋
- 竹村クラーク - 三井恒
- 刑事 - 渡会洋幸
- 刑事 - 吉村道雄
- 刑事 - 山本浩司
- 刑事 - 植草一郎
- 前川ミサ子 - 和田恵利子
- 企画部秘書 - 神部みどり
- 内田部長刑事 - 田武謙三
- 村川警部 - 久米明
- 橋本企画部長 - 江原真二郎
- 鳳プロ

スタッフ
- 原作 - 森村誠一
- 脚本 - 立原りゅう
- 音楽 - 深町純
- 演奏 - 新室内楽協会
- 制作 - 近藤晋
- 美術 - 青柳敏郎
- 効果 - 伊藤希英
- 技術 - 箱崎敏行
- 中継 - 茶木勇
- 演出 - 清水満

### 1983年版
1983年4月30日、『森村誠一の高層の死角』としてテレビ朝日「土曜ワイド劇場」で放送された。
キャスト
- 平賀高明 - 高橋英樹
- 冬子 - 中野良子
- 木内みどり
- 村井国夫

スタッフ
- 長谷川公之

### 2003年版
2003年4月21日、『棟居刑事シリーズ2・高層の死角』としてTBS「月曜ミステリー劇場」で放送された。
キャスト
- 棟居弘一良 - 中村雅俊
- 瀬川明美 - 雛形あきこ
- 本宮桐子 - 床嶋佳子
- 江上雅衣 - 戸田恵子
- 有坂冬樹 - 志村東吾
- 久住政之助 - 石田太郎

スタッフ
- 監督 - 水谷俊之
- 脚本 - 佐伯俊道